# Port Manec'h
Port Manec'h (en breton : Portamaneg) est une station balnéaire du Finistère sud située sur la commune de Névez, à l’embouchure de l’Aven et du Bélon.

## Station familiale
Port Manec'h est un lieu de villégiature depuis la Belle Époque. Sur la plage Saint-Nicolas, des cabines de baigneurs blanches datant du début du XXe siècle en témoignent.
Cette station familiale offre aujourd'hui de nombreuses possibilités de loisirs : activités nautiques en mer ou en remontant l’Aven, pêche à pied, promenades sur des sentiers ombragés ou en bord de mer, etc.
La station est centrée autour de sa plage de sable fin à l’entrée de l'Aven. La partie proche de la rivière est réservée aux embarcations : elle est le point de départ de voiliers, kayaks, paddles, etc.
À proximité de la plage se trouve la chapelle Saint-Nicolas (XVIe siècle) ainsi que des résidences secondaires de la première moitié du XXe siècle.
Un sentier côtier relie la plage au port. Il remonte aussi tout le long de l'Aven offrant une promenade jusqu'à Pont-Aven. Il continue aussi au-delà du Port, passant sous le phare, en direction de Trévignon en passant sous le phare rouge et blanc qui marque l'entrée du port. Ce sentier est une partie du GR 34. 
Le village possède un port en pleine mer accueillant durant la saison estivale environ 140 mouillages. Dans l'Aven les ports du Pouldon et du Poulgwin offrent à l'année respectivement 110 et 90 places. 
Deux écoles de voile sont installées sur la plage. L'activité touristique est favorisée par la présence de deux hôtels, de plusieurs campings, d'un restaurant sur la plage et, dans le cœur du village, d'une supérette. 

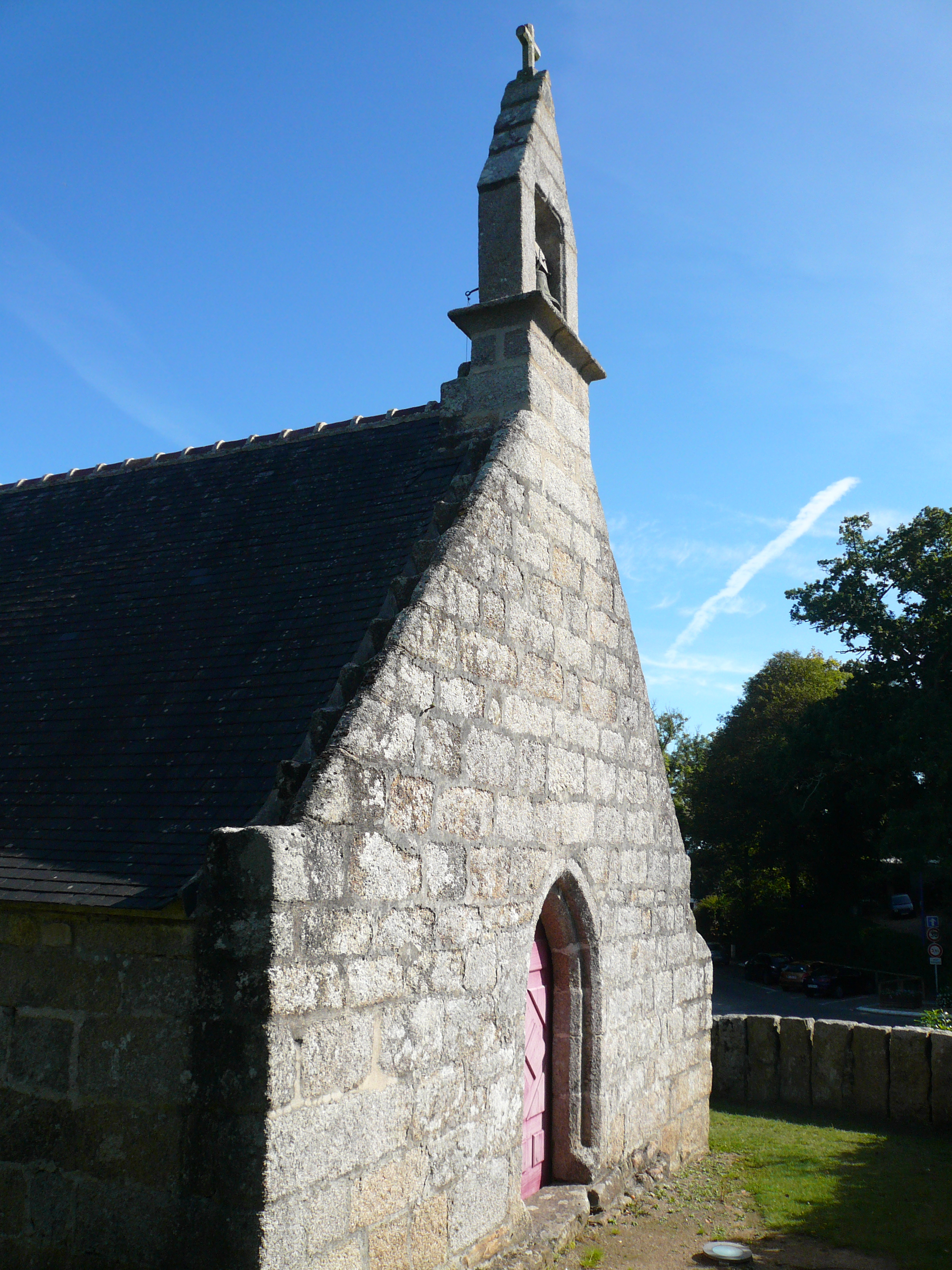
Chapelle Saint-Nicolas de Port-Manec'h.
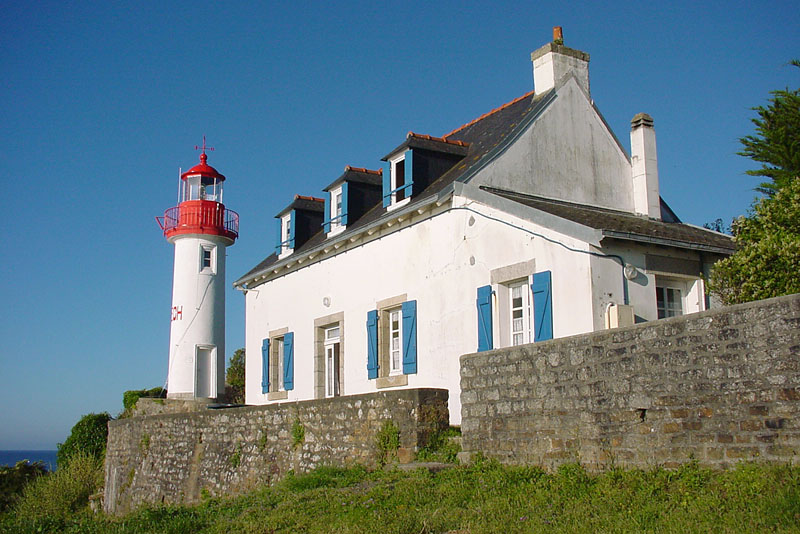
Phare de Port Manec'h.
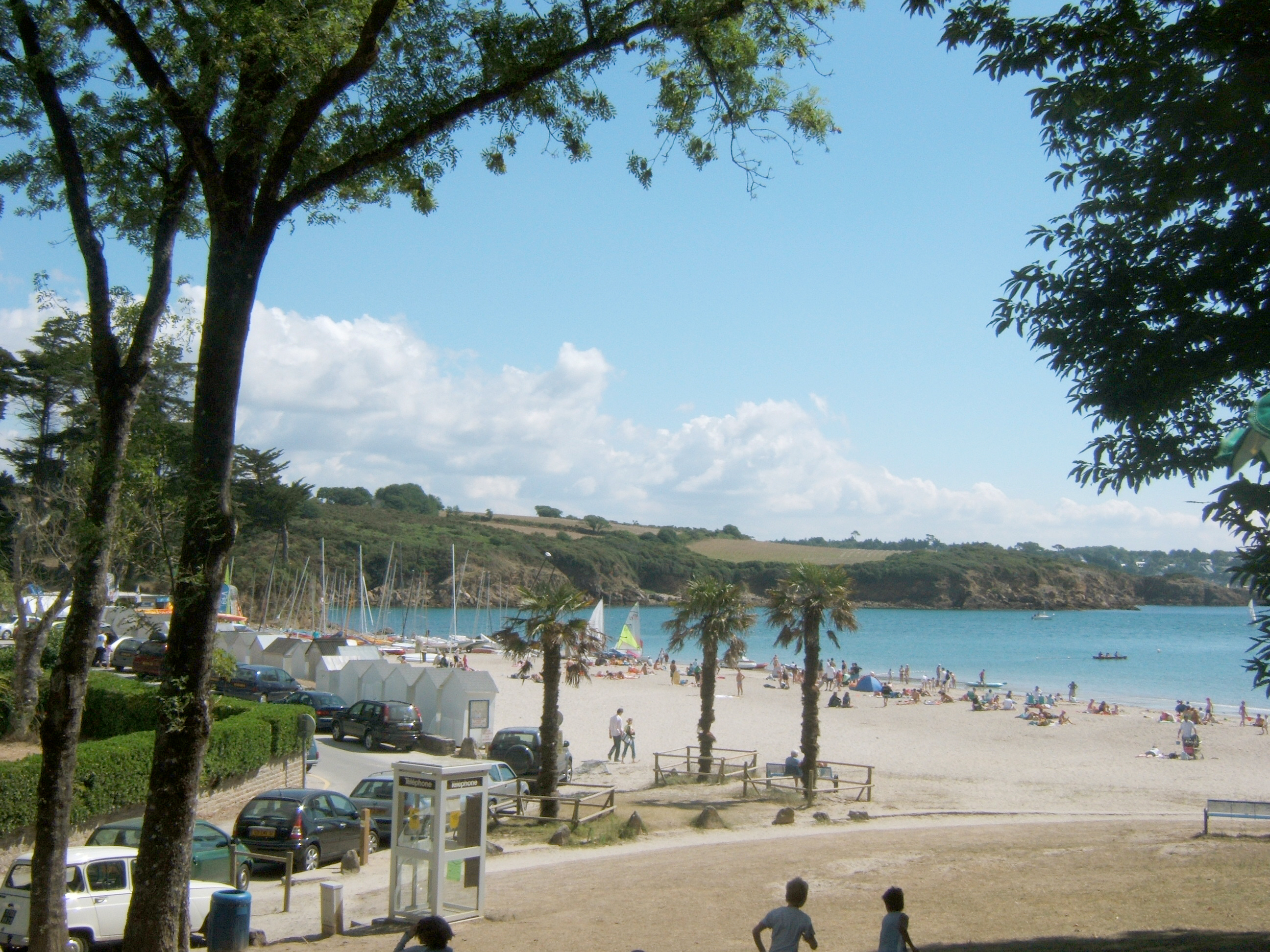
Plage.
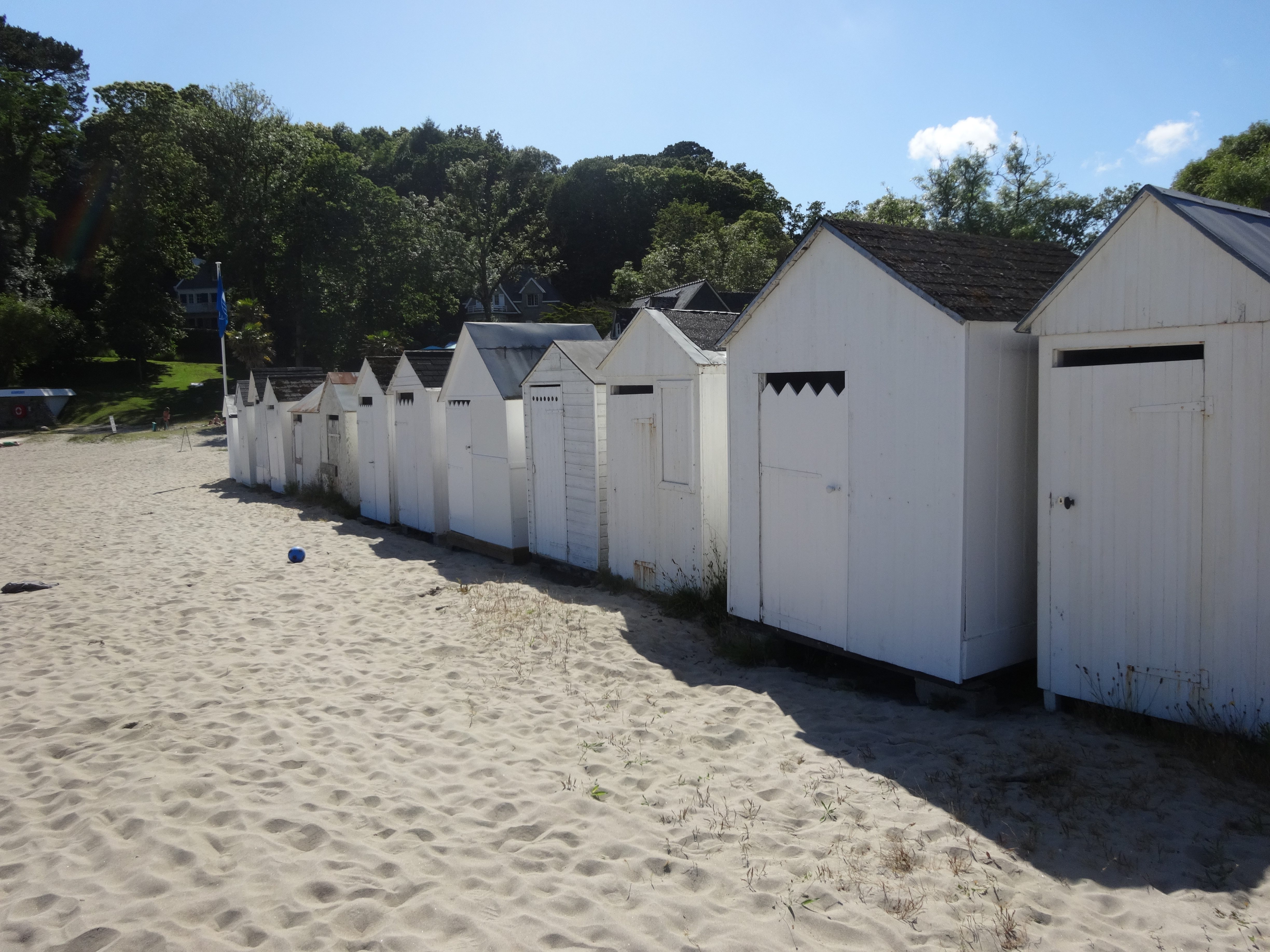
Cabines de bain de la plage.

## Histoire

### Un port sardinier
Port Manec'h fut au XIXe siècle et au début du XXe siècle un port sardinier dynamique.
Il abritait au début du XXe siècle une cinquantaine de chaloupes sardinières à l’abri de sa jetée construite en 1907.
Le port accueillait des bateaux de Névez et Concarneau, mais aussi de nombreuses chaloupes creuses de la région de Gâvres qui y restaient pour des campagnes de 10 à 15 jours.
Port Manec'h est actuellement un petit port de mouillage pour la plaisance.

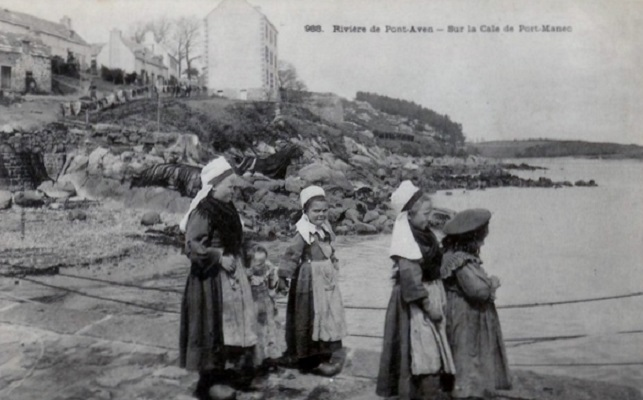
Bretonnes sur la cale de Port Manec'h en 1913.
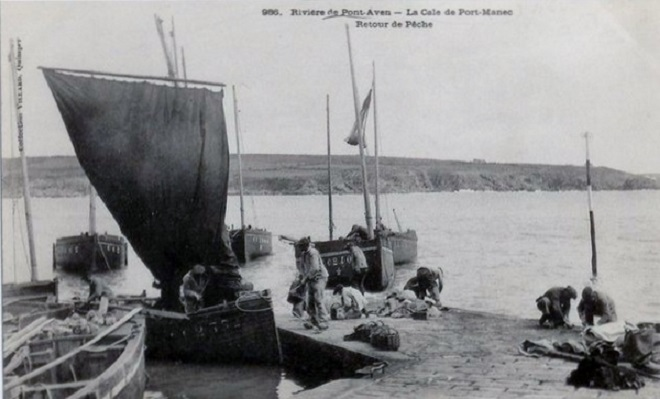
La cale de Port Manec'h en 1913, retour de pêche (carte postale Villard).
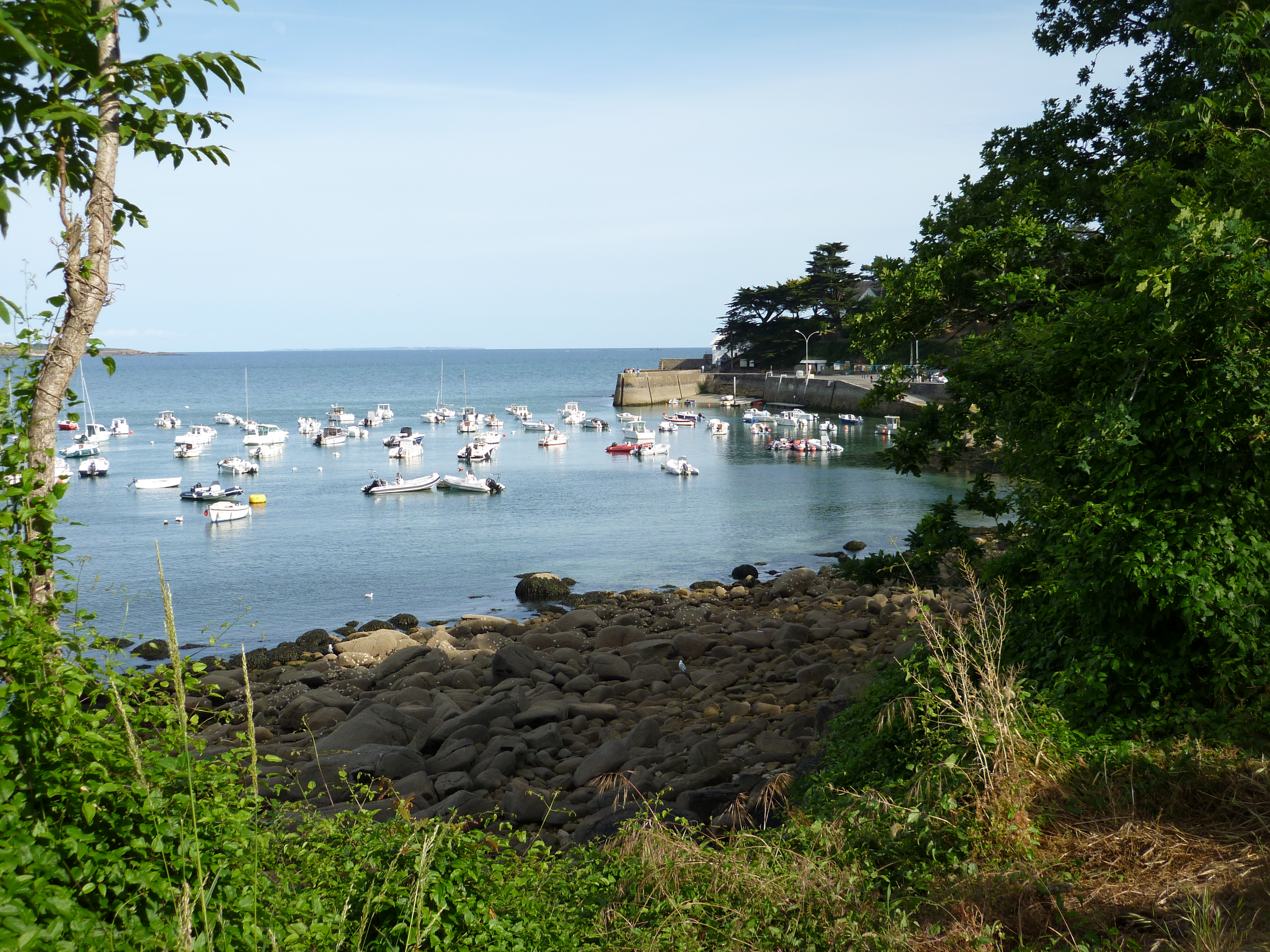
Port Manec'h : le port.
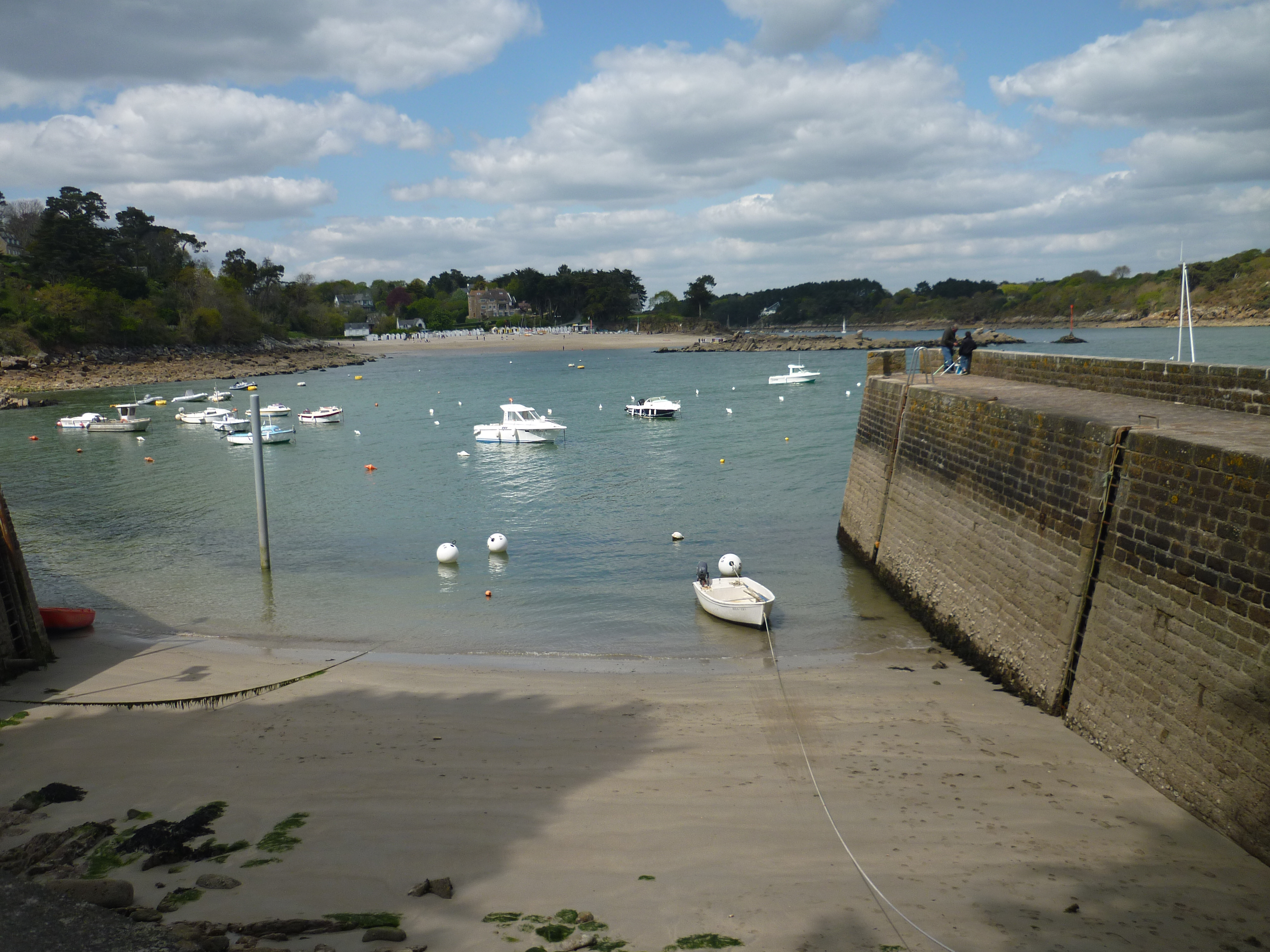
Port Manec'h : la jetée.

### Lieu de villégiature fréquenté par de nombreux artistes et intellectuels

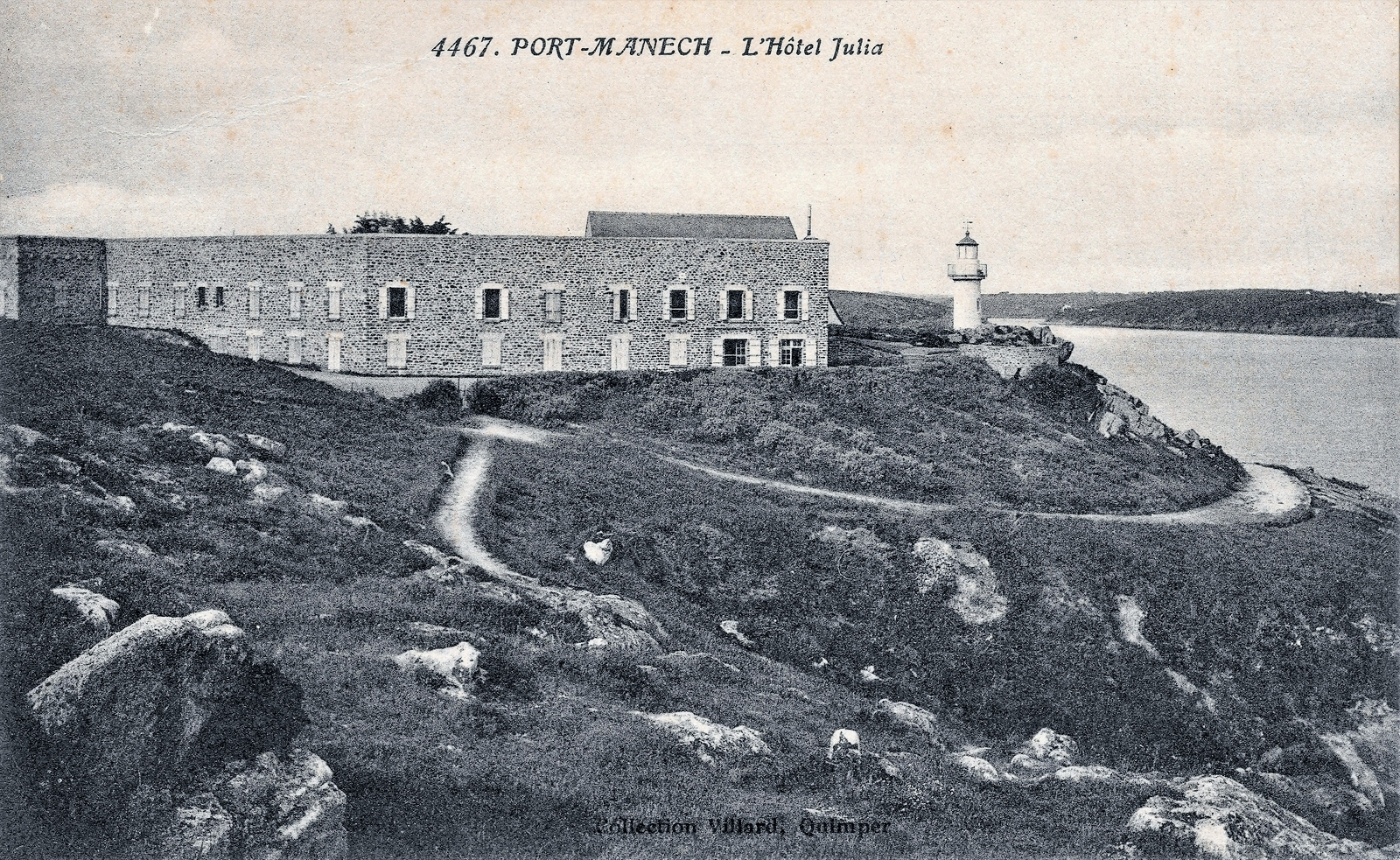
L'hôtel Julia vers 1920.

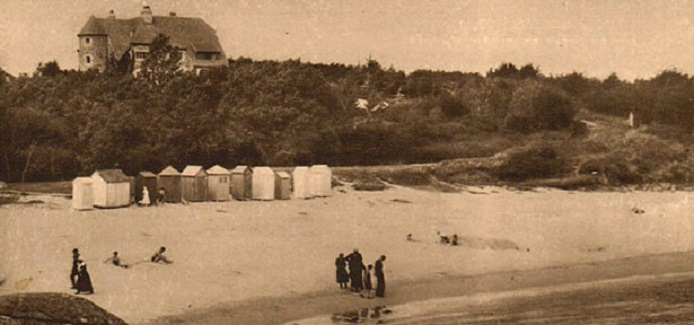
La plage de Port-Manec'h, les cabines de bain et le manoir Dalmore vers 1930.

Port Manec'h devint à la Belle Époque un lieu prisé de villégiature à partir du moment où Julia Guillou, hôtelière de nombreux peintres de l'École de Pont-Aven, racheta le vieux fort situé sur les hauteurs de Port-Manec'h pour en faire un hôtel raffiné, la Villa Julia.
Les cabines de bain blanches que l'on voit encore sur la plage témoignent de la Belle Époque.
La notoriété de Port Manec'h s'amplifia alors, au point de devenir dans les années 1930 une station balnéaire en vogue ; de nombreuses pensions de famille s'y construisirent alors dans le style architectural de l'époque ; elles sont devenues désormais de belles résidences secondaires ou, pour le manoir Dalmore construit par une australienne amatrice d'art en 1926, un hôtel de charme surplombant la plage.
Le collectionneur américain Albert Barnes fit plusieurs séjours à Port Manec'h dans les années 1930.
Des célébrités comme Jean Gabin et Arletty fréquentèrent l'hôtel Julia pendant l'entre-deux-guerres. Cet hôtel fut occupé par les Allemands pendant la Seconde Guerre mondiale ; ils l'incendièrent en 1944.
Le manoir Dalmore est racheté en 1941 par la famille Tétard ; après la Seconde Guerre mondiale, il est transformé en hôtel, il accueillit lui aussi des célébrités comme Jacques Duby, Jean Poiret, Pierre Tchernia, etc.
La maison occupée désormais par la station de la Société nationale de sauvetage en mer était le vivier de la célèbre maison Prunier.
Une boîte de nuit, le Jabadao, est ouverte par Alain Tétard ; elle ferma ses portes en 1972. Au même moment, la pêche périclite et Port Manec'h devient un port de plaisance (140 emplacements) et une station familiale ; c'est aussi un point de départ pour se rendre à l'archipel des Glénan.

## Tableaux représentant Port Manec'h
De nombreux peintres ont représenté Port Manec'h, par exemple :
- Henry Moret : Port Manec'h (1896), musée de l'Ermitage, (Saint-Pétersbourg).
- Henri Delavallée : La rue au soleil à Port-Manech (vers 1887),
- Adolphe Gumery : Barques en Bretagne à Port-Manec'h (huile sur bois, 1900)[9],
- Childe Hassam : Port-Manech Joslyn Art Museum, (Omaha).

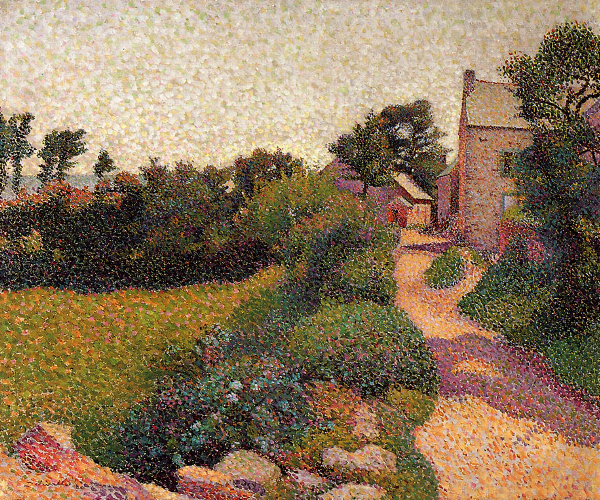
Henri Delavallée : la rue au soleil à Port-Manech (vers 1887).
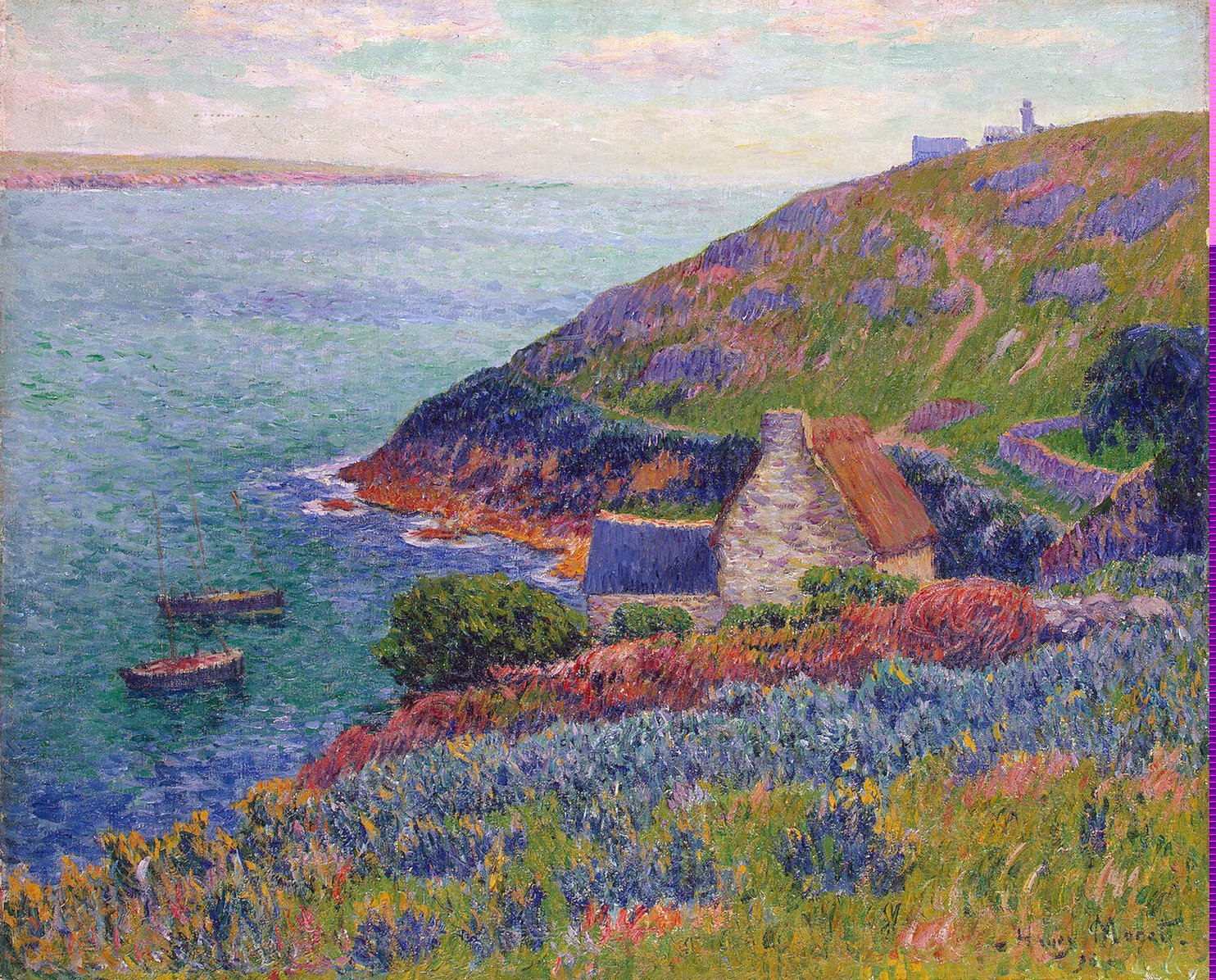
Henry Moret : Port Manec'h (1896), musée de l'Ermitage.

## Sentier de randonnée

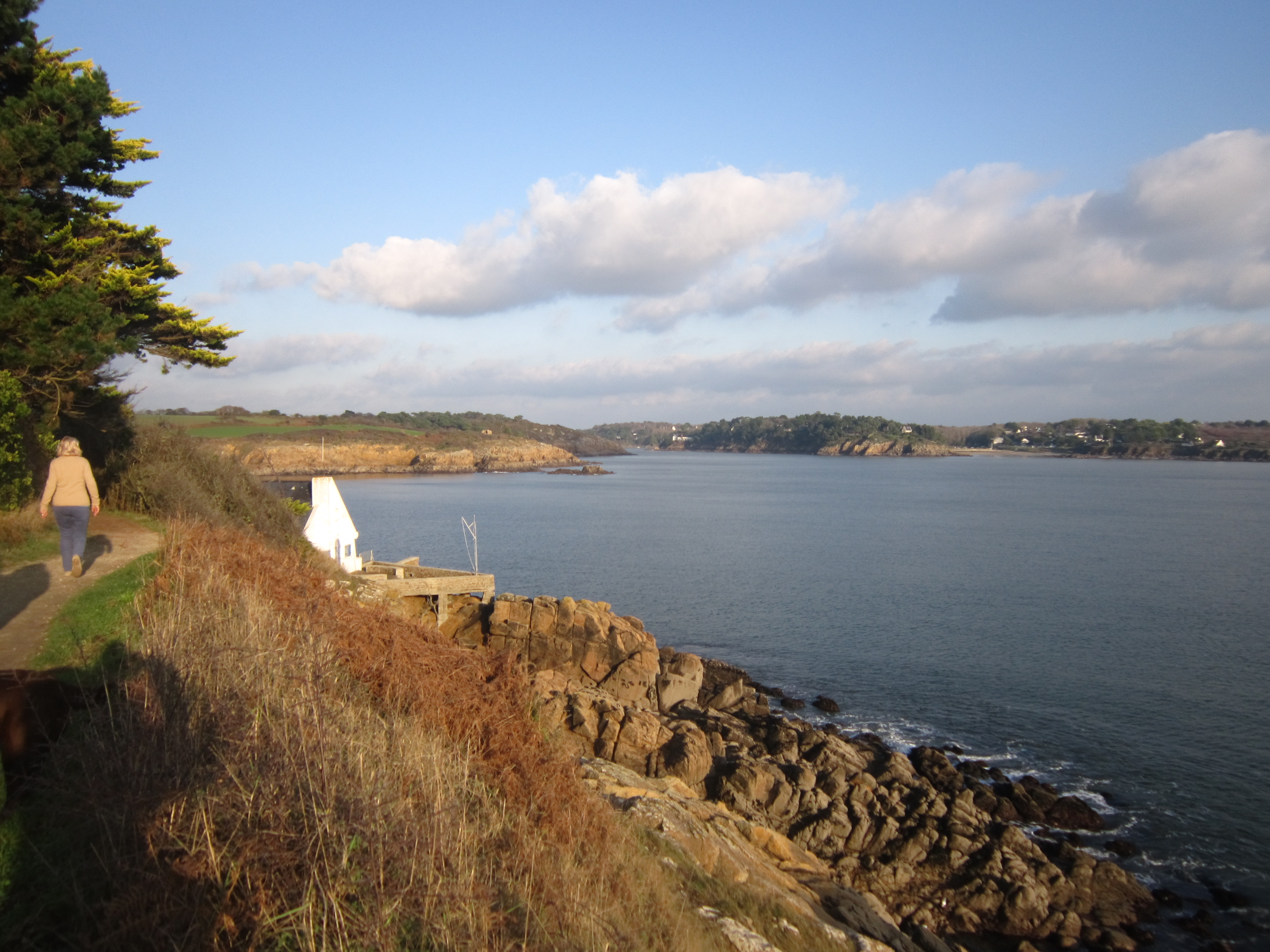
Sentier du littoral.

Le port est dominé par le phare de Port Manec'h à l’entrée d’un spectaculaire sentier de bord de mer, partie du GR 34, longeant les falaises qui dominent l’embouchure de l’Aven et du Bélon. Par temps clair la vue porte vers l'île de Groix à l'est et l'archipel des Glénan à l'ouest. Ce sentier relie Port Manec'h à d’autres plages de Névez : Raguénes et Rospico. Il permet de continuer vers la pointe de Trévignon. Le sentier permet d'observer de plus près le phare. Dans l'autre sens il mène au port, puis à la plage, avant de continuer le long de l'Aven jusqu'à Pont-Aven.

## À proximité
Dans la même commune de Névez, Kerascoët est un hameau de chaumières au murs en « Mein Zao » (pierres debout). La remontée de l’Aven permet de découvrir le petit port de Kerdruc et le moulin à marée du Hénan (XVe siècle).
Pont-Aven, la cité des peintres, est à quelques kilomètres. Non loin de Port Manec'h vers l'ouest, la pointe de Trévignon en Trégunc domine l'extrémité de la baie de Concarneau.
De nombreux lieux de loisirs existent à proximité tels qu'un parc de loisirs comprenant un labyrinthe de maïs ainsi qu'un accrobranche.